# Condition des femmes en Azerbaïdjan
Les femmes en Azerbaïdjan ont joué un rôle important pendant des siècles.

## Droit de vote
Le suffrage universel a été introduit en Azerbaïdjan en 1918 par la République démocratique d'Azerbaïdjan, faisant ainsi de l'Azerbaïdjan le premier pays à majorité musulmane à accorder le droit de vote aux femmes.

## Représentation politique
En 2007, plusieurs femmes occupaient des postes de responsabilité dans l'administration, notamment celles de vice-présidente du parlement, de vice-ministres et de vice-présidente de la Commission électorale centrale. Il n'y a pas de restrictions légales à la participation des femmes en politique. En 2015, il y avait 21 femmes sur les 125 sièges du parlement. Le pourcentage de femmes membres du parlement est passé de 11 à 17% entre 2005 et 2015.
En mai 2009, les femmes occupaient les postes de vice-présidente de la Cour constitutionnelle, de vice-présidente du cabinet des ministres de RA du Nakhitchevan, de quatre vice-ministres, d'un ambassadeur et de médiateurs de l'Azerbaïdjan et de RA du Nakhitchevan. Les femmes constituaient 4 des 16 membres de la Commission électorale centrale et présidaient 3 des 125 commissions électorales de raion. Il n'y avait aucune femme ministre ou chef de gouvernement exécutif de ville ou de raion, à l'exception de Hidjran Husseynova, président du Comité d'État pour les affaires de la famille, des femmes et des enfants, et Maleyka Abbaszadeh, président de la Commission d'admission des étudiants de l'État. Le Comité d’État pour les affaires de la famille, de la femme et de l’enfance de la République d’Azerbaïdjan est la principale agence gouvernementale qui supervise les activités de protection des droits de la femme dans le pays. En 2015, Natavan Gadimova a été nommée ministre de la Culture de l'AR de Nakhitchevan. En 2016, 11% des juges professionnels du pays étaient des femmes, ce qui représente la proportion la plus faible d'Europe.  
En 2017, Mehriban Aliyeva a été nommée vice-présidente de l'Azerbaïdjan, le poste le plus élevé occupé par une femme en Azerbaïdjan depuis l'abolition en 1994 du poste de secrétaire d'État récemment occupé par Lala Chovkat.
Au cours de la phase active de la guerre du Haut-Karabakh, 2000 des 74 000 militaires de l'Azerbaïdjan étaient des femmes et 600 d'entre elles ont directement participé aux opérations militaires. Le service militaire des femmes est volontaire. Actuellement[Quand ?], environ 1 000 femmes servent dans l'armée azerbaïdjanaise.

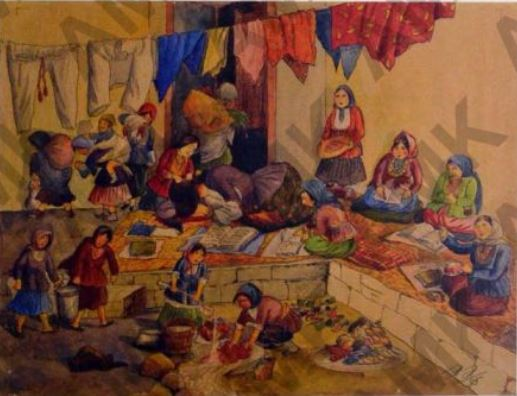
Femmes étudiant dans une médersa en Azerbaïdjan, toile d'Azim Azimzade, 1935.

## Participation au marché du travail
Bien que la majorité des femmes azerbaïdjanaises occupent un emploi à l'extérieur du foyer, elles sont sous-représentées dans les emplois de haut niveau, y compris dans les postes de direction.

## Violence domestique
Le 22 juin 2010, le Parlement azerbaïdjanais a adopté la loi sur la prévention de la violence domestique. 
En 2000, l’Azerbaïdjan a signé le Protocole facultatif à la CEDAW, reconnaissant la compétence du Comité pour l’élimination de la discrimination à l’égard des femmes, à la suite duquel il peut recevoir et examiner des plaintes de particuliers ou de groupes relevant de sa juridiction. 
Le viol est illégal en Azerbaïdjan et est puni de 15 ans d'emprisonnement au maximum. Une nouvelle loi sur la violence domestique entrée en vigueur en 2010 criminalisant la violence conjugale, y compris le viol conjugal. Néanmoins, d'autres soulignent qu'en réalité beaucoup d'Azerbaïdjan ne considèrent pas cela comme un crime et que la culture dominante n'encourage pas les plaintes pour viol conjugal.
En 2011, les femmes parlementaires et le président du Comité d'État pour les femmes et les enfants ont intensifié leurs activités contre la violence domestique. La couverture médiatique des problèmes de violence domestique a également commencé à sensibiliser le public au problème. Une loi de 2010 établit un cadre pour les enquêtes sur les plaintes de violence domestique, définit un processus permettant de rendre des ordonnances restrictives et appelle à la création d'un centre d'hébergement et de réadaptation pour les victimes.

## Personnalités

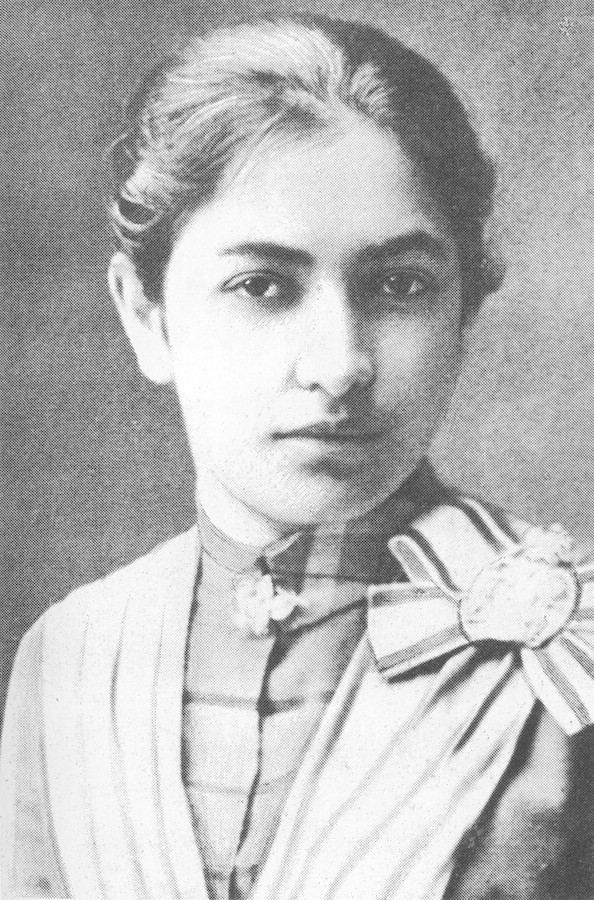
Nigar Shikhlinskaya,la première infirmière azerbaïdjanaise.
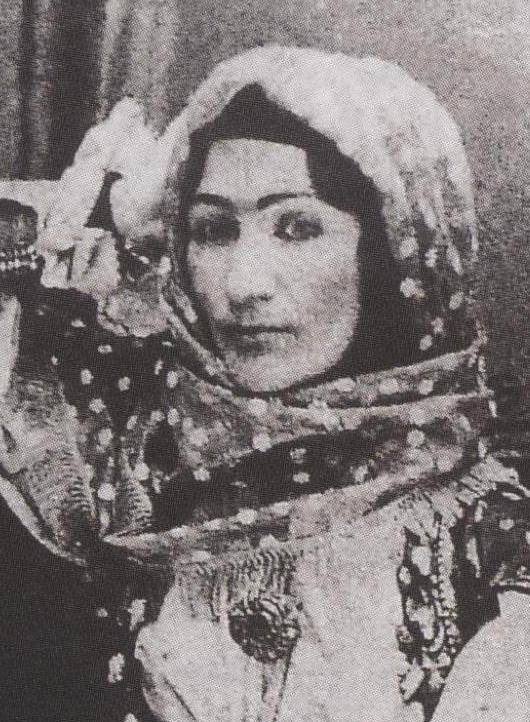
Khourchidbanou Natavan,poétesse azérie.
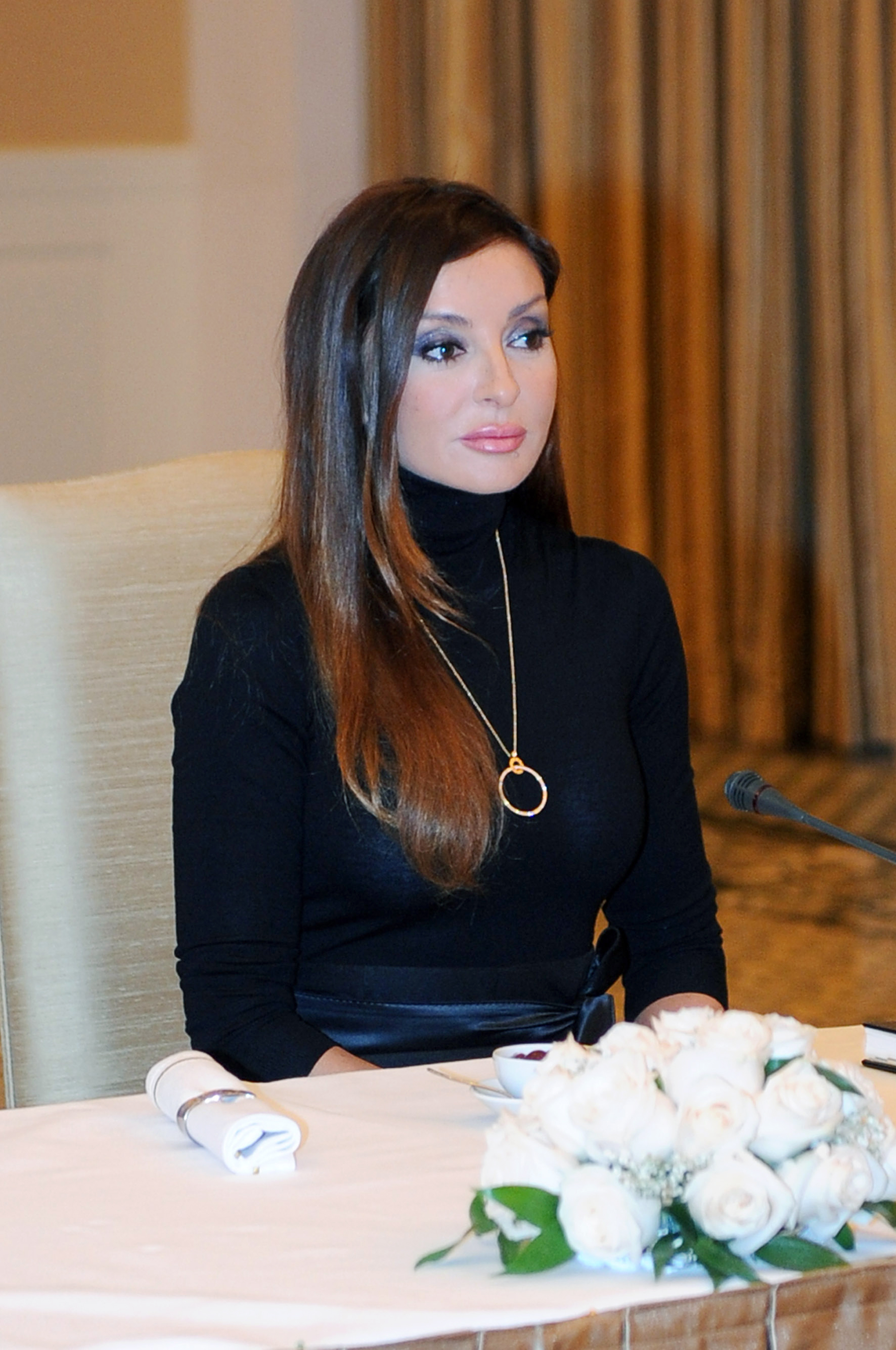
Mehriban Aliyeva,femme d'État.
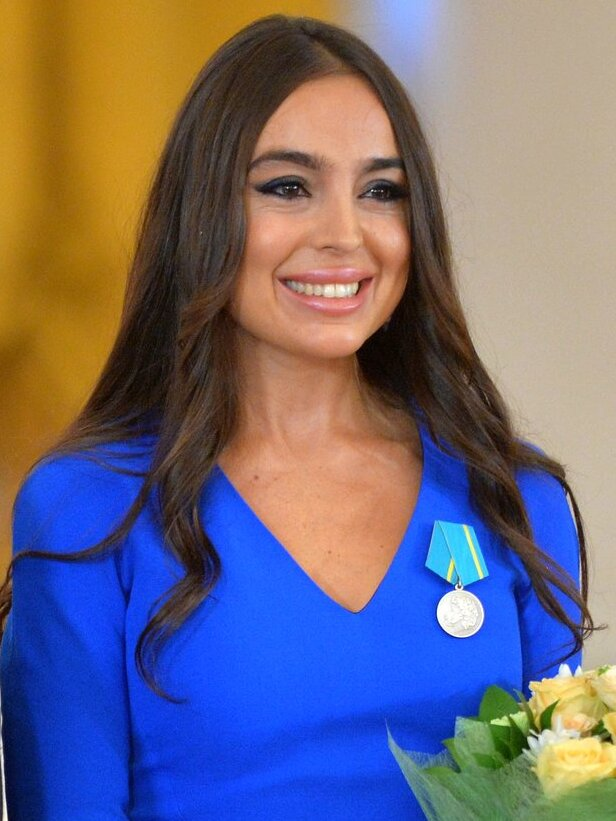
Leyla Aliyeva,femme d'affaires.